# Scotch C.T.S.
Scotch C.T.S. is een Belgisch biermerk, gebrouwen door Anheuser-Busch InBev te Leuven. Het is een roodbruine scotch met een alcoholpercentage van 7,2%.

## Achtergrond

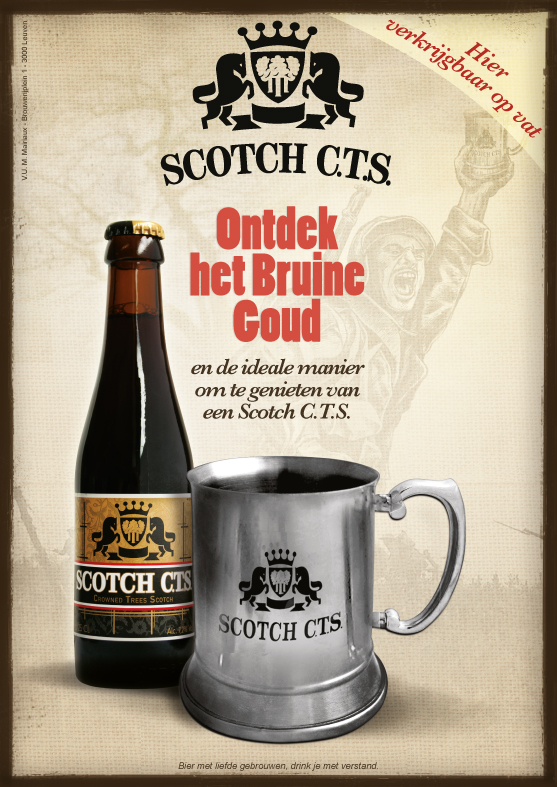
Scotch C.T.S. Poster

Kort na de Eerste Wereldoorlog herontdekte men in België de Engelse ale-bieren. In die tijd zagen de meeste Belgische ales het levenslicht: Ginder Ale, Bark Ale, Op Ale, etc. Ook de stout-bieren veroverden in deze periode hun plaats in het Belgische brouwerslandschap.
Brouwerij Wielemans uit de Brusselse gemeente Vorst kwam in 1921 met Crowned Trees Stout. In 1926 kwam daar Crowned Trees Scotch bij, zachter en zoeter van smaak. De naam Crowned Trees is geïnspireerd door de gekroonde bomen die het wapenschild van de gemeente Vorst sieren. De gekroonde boom met langs beide zijden een paard was ook het logo van brouwerij Wielemans.
In de jaren ’60 verdween Crowned Trees Stout, enkel Crowned Trees Scotch bleef in productie. Vandaag is ook brouwerij Wielemans verdwenen en is de productie van Crowned Trees Scotch in handen van AB Inbev.

## Etiketbier
Sernia Brune is een etiketbier van Scotch C.T.S..

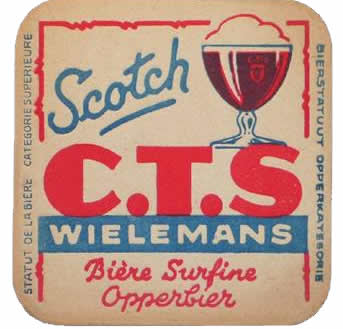
Scotch C.T.S. Vintage Bierviltje
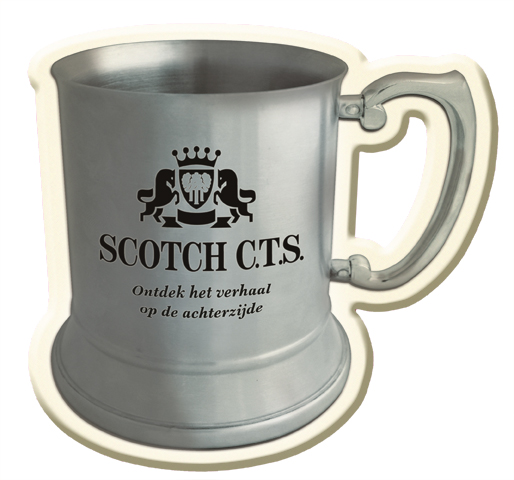
Scotch C.T.S. Bierviltje
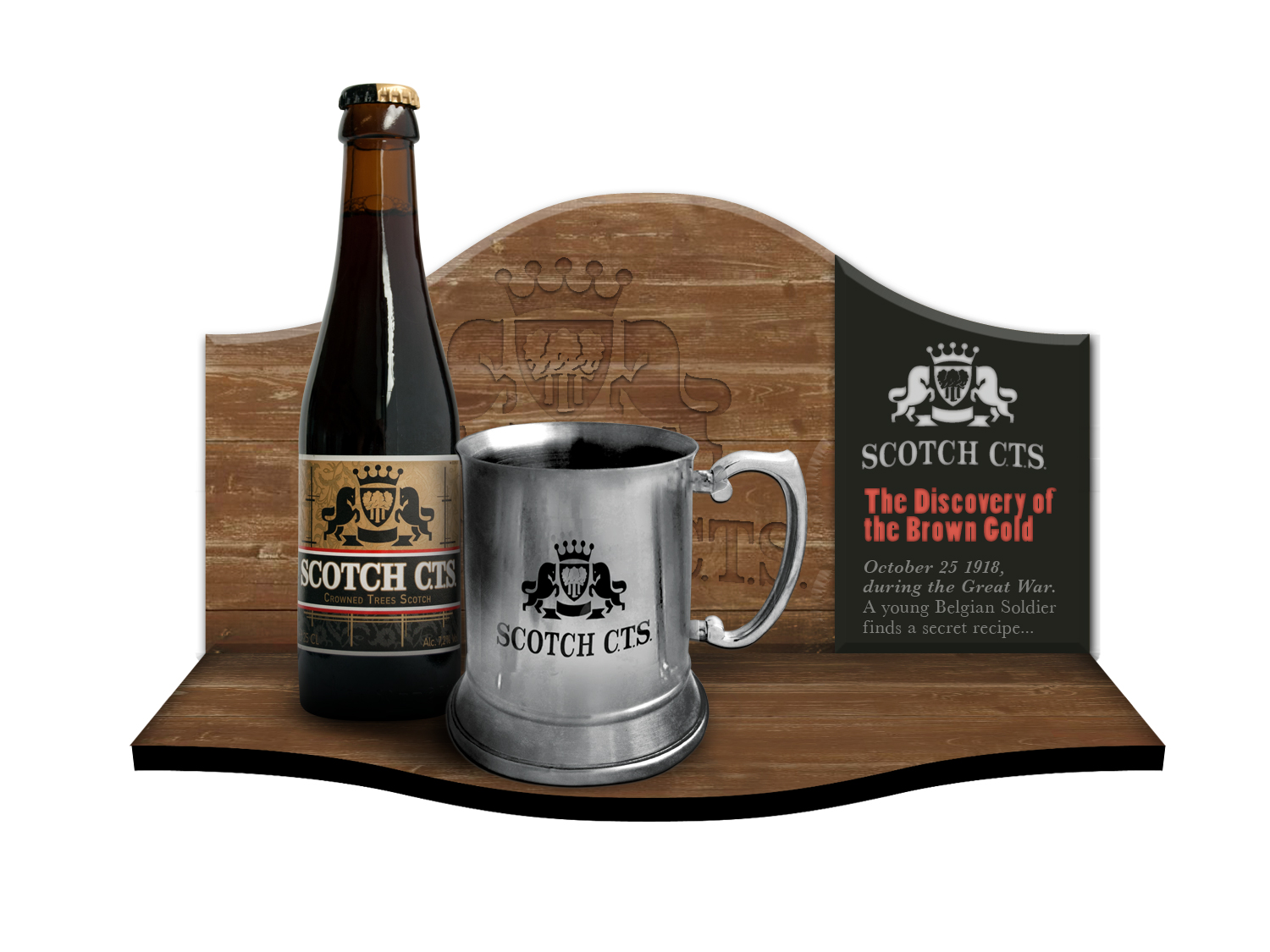
Scotch C.T.S. Display
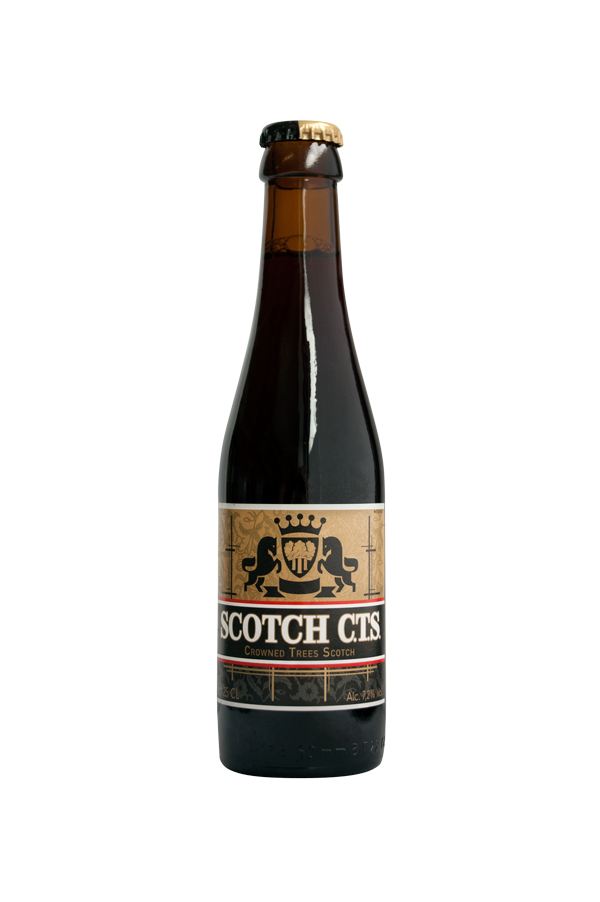
Scotch C.T.S. Flesje